# Arrodets-ez-Angles
Ne doit pas être confondu avec Arrodets.
Arrodets-ez-Angles est une commune française située dans le centre du département des Hautes-Pyrénées, en région Occitanie. Sur le plan historique et culturel, la commune est de l’ancien comté de Bigorre, comté historique des Pyrénées françaises et de Gascogne.
Exposée à un climat de montagne, elle est drainée par l'Échez et par divers autres petits cours d'eau. La commune possède un patrimoine naturel remarquable composé de deux zones naturelles d'intérêt écologique, faunistique et floristique.
Arrodets-ez-Angles est une commune rurale qui compte 113 habitants en 2022, après avoir connu un pic de population de 307 habitants en 1806. Elle fait partie de l'aire d'attraction de Lourdes. Ses habitants sont appelés les Arrodetiens ou  Arrodetiennes.

## Géographie

### Localisation
La commune d'Arrodets-ez-Angles se trouve dans le département des Hautes-Pyrénées, en région Occitanie.
Elle se situe à 18 km à vol d'oiseau de Tarbes, préfecture du département, à 14 km d'Argelès-Gazost, sous-préfecture, et à 8 km de Lourdes, bureau centralisateur du canton de Lourdes-2 dont dépend la commune depuis 2015 pour les élections départementales.
La commune fait en outre partie du bassin de vie de Lourdes.
Les communes les plus proches sont : 
Ossun-ez-Angles (1,5 km), Arrayou-Lahitte (2,0 km), Gez-ez-Angles (2,2 km), Sère-Lanso (2,4 km), Les Angles (2,7 km), Neuilh (2,8 km), Artigues (2,9 km), Germs-sur-l'Oussouet (3,0 km).
Sur le plan historique et culturel, Arrodets-ez-Angles fait partie de l’ancien comté de Bigorre, comté historique des Pyrénées françaises et de Gascogne créé au IXe siècle puis rattaché au domaine royal en 1302, inclus ensuite au comté de Foix en 1425 puis une nouvelle fois rattaché au royaume de France en 1607. La commune est dans le pays de Tarbes et de la Haute Bigorre.
Arrodets-ez-Angles est limitrophe de huit autres communes dont Neuilh à l'est sur une centaine de mètres à La Croix Blanche.
| Gez-ez-Angles | Arrayou-Lahitte    | Ossun-ez-Angles      |
| Les Angles    | Arrodets-ez-Angles | Neuilh               |
| Sère-Lanso    | Cheust             | Germs-sur-l'Oussouet |

### Paysages et relief

Sélection de vues du village.
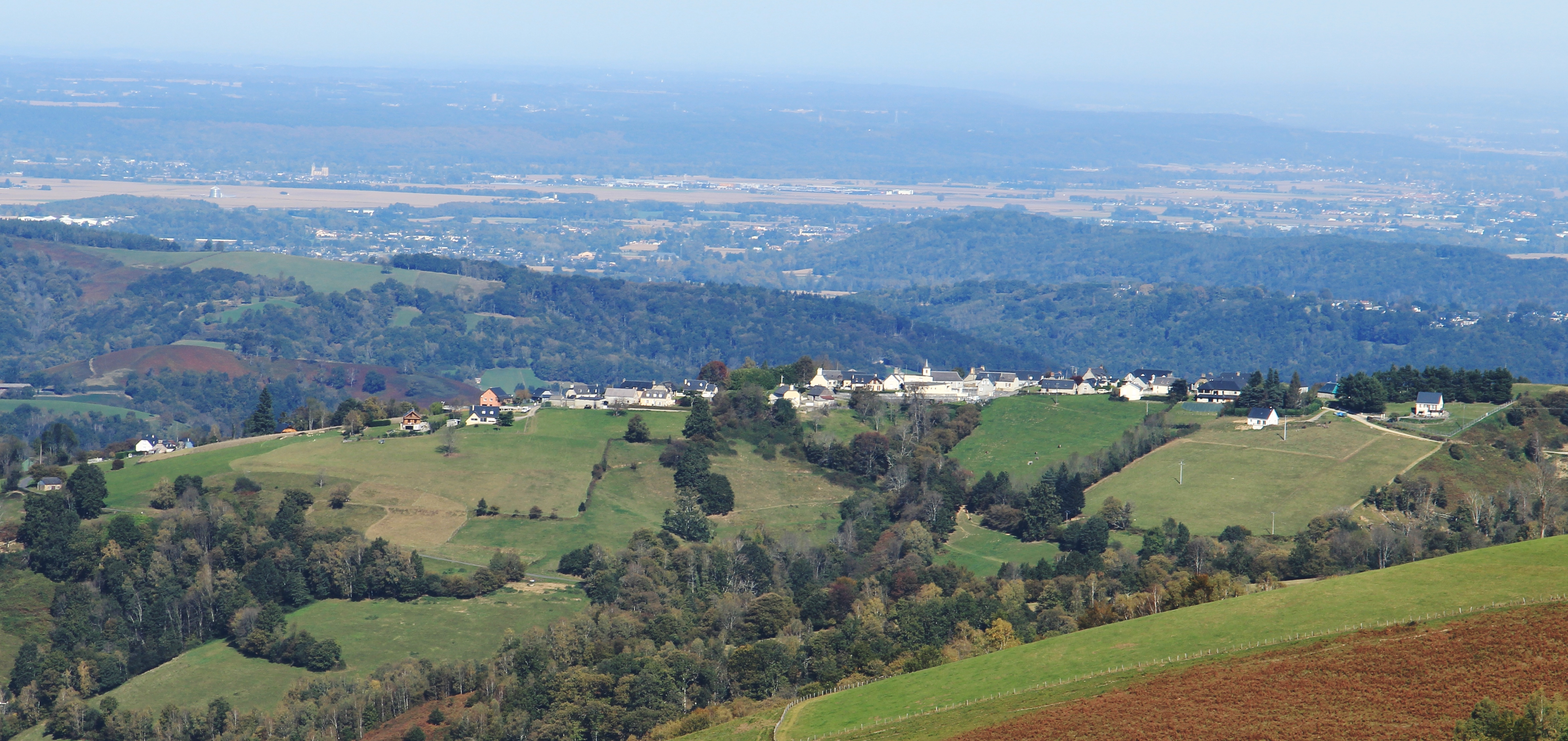
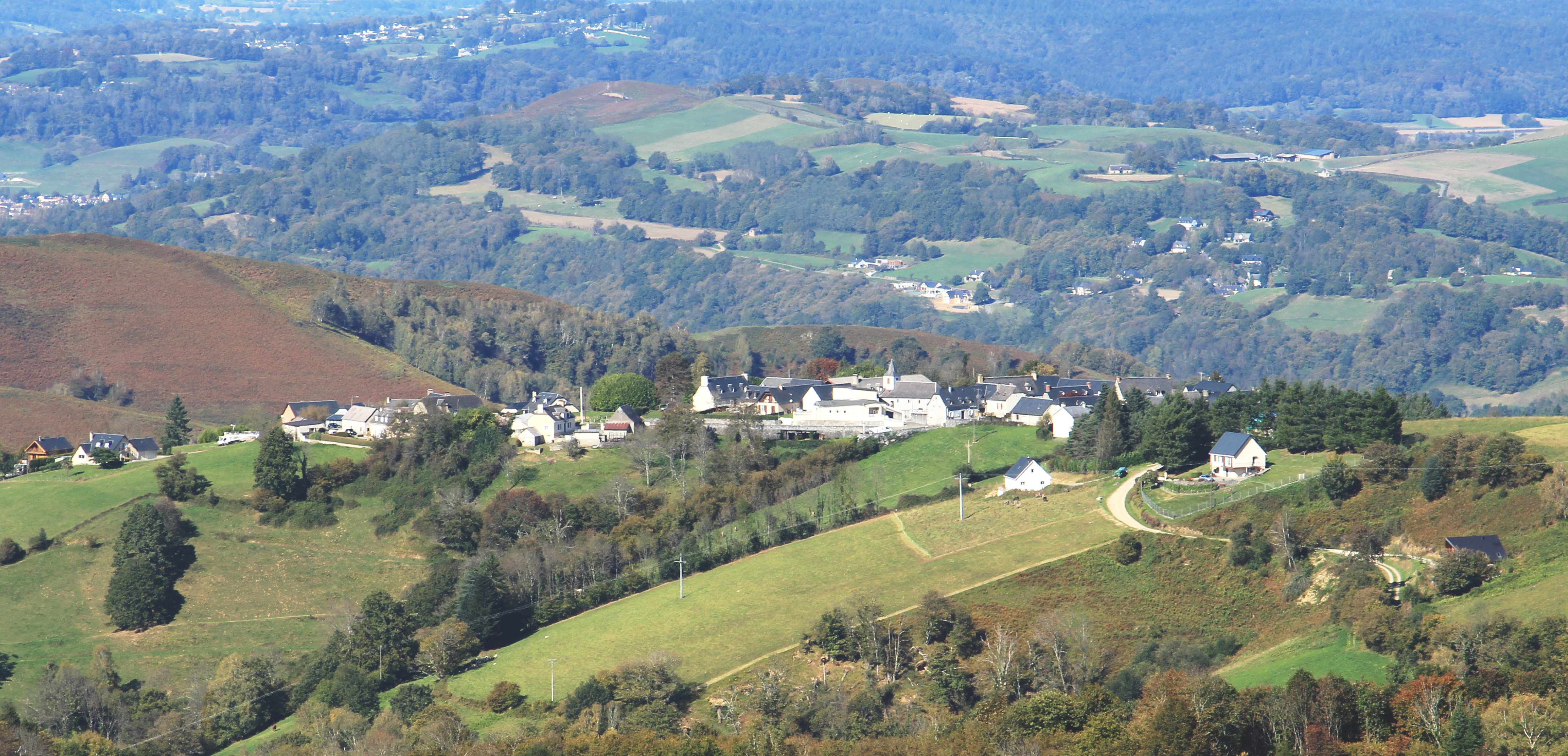

### Hydrographie
La commune est dans le bassin de l'Adour, au sein du bassin hydrographique Adour-Garonne. Elle est drainée par le Échez, le Litor et par divers petits cours d'eau, constituant un réseau hydrographique de 7 km de longueur totale,.
Le Échez, d'une longueur totale de 64,1 km, prend sa source dans la commune de Germs-sur-l'Oussouet et s'écoule du sud vers le nord. Il traverse la commune et se jette dans l'Adour à Maubourguet, après avoir traversé 26 communes.

### Climat
Le climat est tempéré de type océanique, en raison de l'influence proche de l'océan Atlantique situé à peu près 150 km plus à l'ouest. La proximité des Pyrénées fait que la commune profite d'un effet de foehn, il peut aussi y neiger en hiver, même si cela reste inhabituel.
| Mois                              | jan.  | fév.  | mars  | avril | mai   | juin  | jui.  | août  | sep.  | oct.  | nov.  | déc.  | année   |
| --------------------------------- | ----- | ----- | ----- | ----- | ----- | ----- | ----- | ----- | ----- | ----- | ----- | ----- | ------- |
| Température minimale moyenne (°C) | 0,6   | 1,3   | 2,7   | 5,2   | 8,3   | 11,6  | 14,1  | 13,9  | 11,7  | 8     | 3,6   | 1,3   | 6,9     |
| Température moyenne (°C)          | 5,3   | 6,1   | 7,8   | 10    | 13,3  | 16,7  | 19,3  | 19    | 17,2  | 13,3  | 8,5   | 5,8   | 11,9    |
| Température maximale moyenne (°C) | 9,9   | 11    | 12,9  | 14,8  | 18,3  | 21,7  | 24,5  | 24    | 22,6  | 18,6  | 13,4  | 10,4  | 16,8    |
| Ensoleillement (h)                | 108,8 | 118,8 | 155,6 | 157,2 | 181,3 | 191,5 | 215,5 | 196,4 | 194,5 | 164,4 | 124,4 | 104,4 | 1 912,8 |
| Précipitations (mm)               | 112,8 | 97,5  | 100,2 | 105,7 | 113,6 | 80,7  | 57,3  | 70,3  | 71    | 85,2  | 93    | 112,1 | 1 099,4 |

### Milieux naturels et biodiversité
L’inventaire des zones naturelles d'intérêt écologique, faunistique et floristique (ZNIEFF) a pour objectif de réaliser une couverture des zones les plus intéressantes sur le plan écologique, essentiellement dans la perspective d’améliorer la connaissance du patrimoine naturel national et de fournir aux différents décideurs un outil d’aide à la prise en compte de l’environnement dans l’aménagement du territoire.
Une ZNIEFF de type 1 est recensée sur la commune,
le « réseau hydrographique des Angles et du Bénaquès » (260 ha), couvrant 35 communes du département et une ZNIEFF de type 2,,
les « coteaux et vallons des Angles et du Bénaquès » (12 879 ha), couvrant 45 communes du département.

## Urbanisme

### Typologie
Au 1er janvier 2024, Arrodets-ez-Angles est catégorisée commune rurale à habitat très dispersé, selon la nouvelle grille communale de densité à sept niveaux définie par l'Insee en 2022.
Elle est située hors unité urbaine. Par ailleurs la commune fait partie de l'aire d'attraction de Lourdes, dont elle est une commune de la couronne,. Cette aire, qui regroupe 45 communes, est catégorisée dans les aires de moins de 50 000 habitants,.

### Occupation des sols
L'occupation des sols de la commune, telle qu'elle ressort de la base de données européenne d’occupation biophysique des sols Corine Land Cover (CLC), est marquée par l'importance des forêts et milieux semi-naturels (58,6 % en 2018), une proportion identique à celle de 1990 (58,6 %). La répartition détaillée en 2018 est la suivante : 
prairies (41,4 %), forêts (37,8 %), milieux à végétation arbustive et/ou herbacée (20,8 %).
L'IGN met par ailleurs à disposition un outil en ligne permettant de comparer l’évolution dans le temps de l’occupation des sols de la commune (ou de territoires à des échelles différentes). Plusieurs époques sont accessibles sous forme de cartes ou photos aériennes : la carte de Cassini (XVIIIe siècle), la carte d'état-major (1820-1866) et la période actuelle (1950 à aujourd'hui).

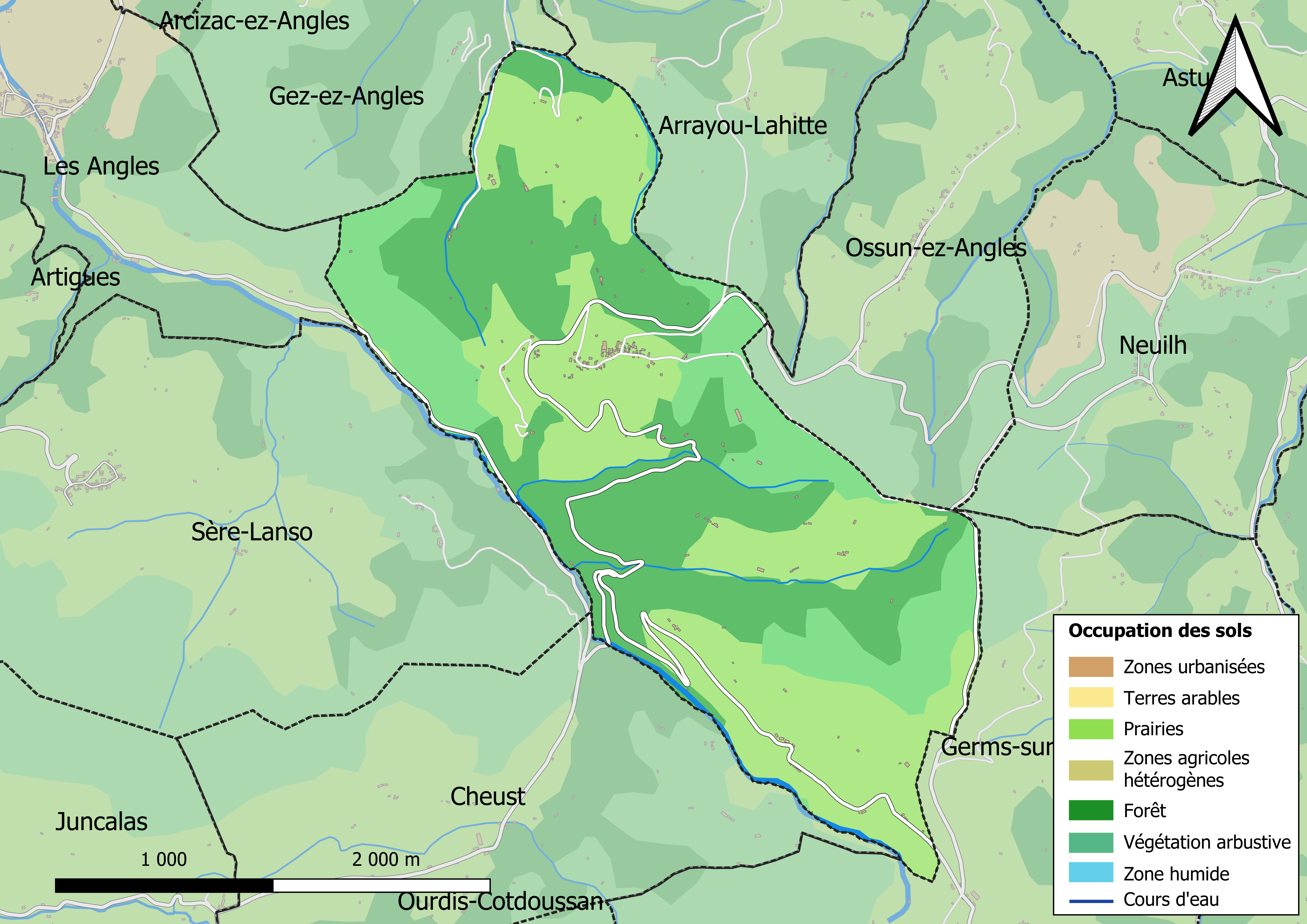
Carte des infrastructures et de l'occupation des sols en 2018 (CLC) de la commune.
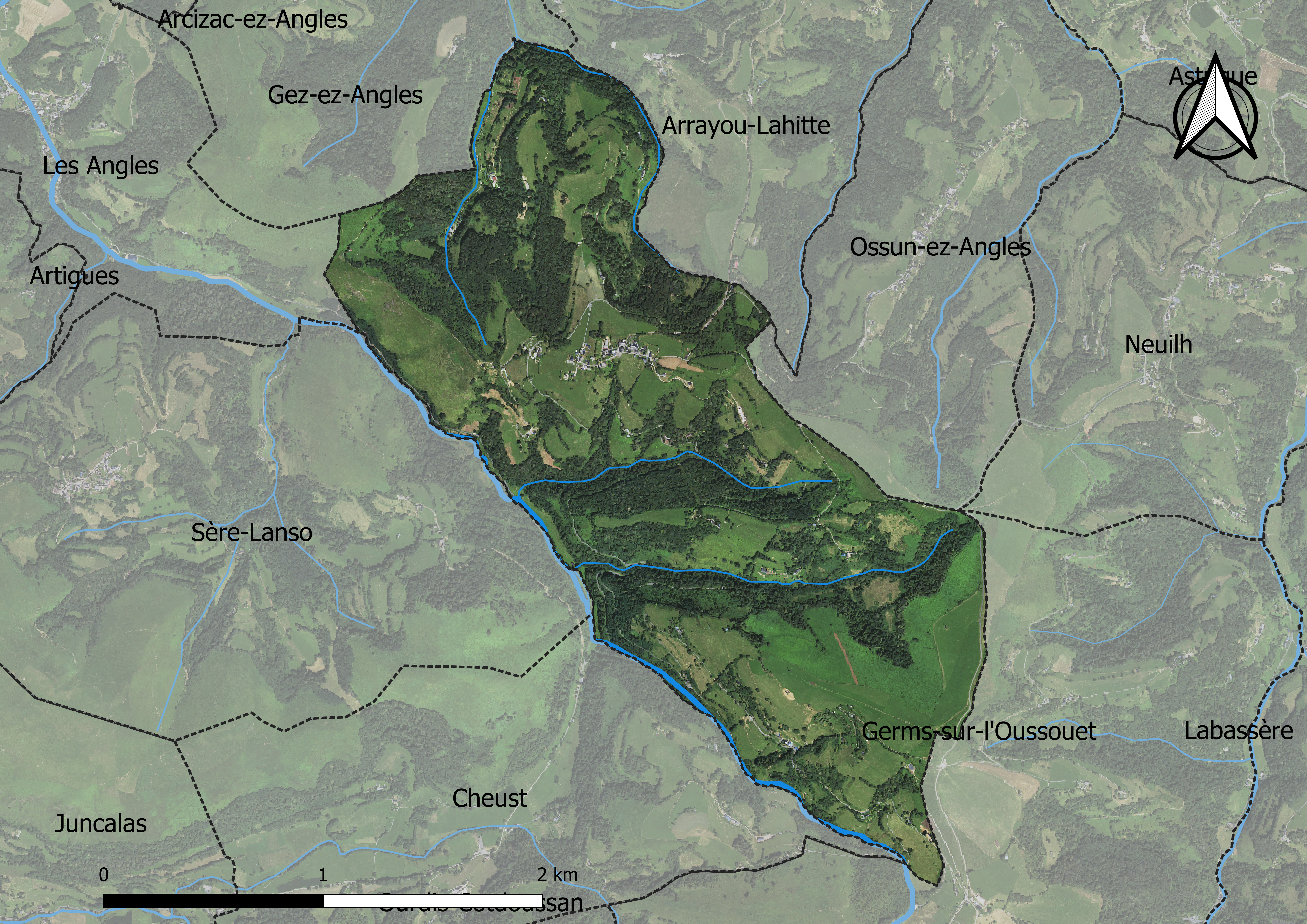
Carte orthophotogrammétrique de la commune.

### Logement
En 2012, le nombre total de logements dans la commune est de 73.
Parmi ces logements, 55,2 % sont des résidences principales, 29,4 % des résidences secondaires et 15,4 % des logements vacants.

### Voies de communication et transports
Cette commune est desservie par les routes départementales D 7 et D 26.

### Risques majeurs
Le territoire de la commune d'Arrodets-ez-Angles est vulnérable à différents aléas naturels : météorologiques (tempête, orage, neige, grand froid, canicule ou sécheresse), inondations, feux de forêts, mouvements de terrains et séisme (sismicité moyenne). Un site publié par le BRGM permet d'évaluer simplement et rapidement les risques d'un bien localisé soit par son adresse soit par le numéro de sa parcelle.
Certaines parties du territoire communal sont susceptibles d’être affectées par le risque d’inondation par débordement de cours d'eau, notamment l'Échez. La cartographie des zones inondables en ex-Midi-Pyrénées réalisée dans le cadre du XIe Contrat de plan État-région, visant à informer les citoyens et les décideurs sur le risque d’inondation, est accessible sur le site de la DREAL Occitanie. La commune a été reconnue en état de catastrophe naturelle au titre des dommages causés par les inondations et coulées de boue survenues en 1982, 1999, 2009 et 2014,.
Arrodets-ez-Angles est exposée au risque de feu de forêt. Un plan départemental de protection des forêts contre les incendies a été approuvé par arrêté préfectoral le 21 avril 2020 pour la période 2020-2029. Le précédent couvrait la période 2007-2017. L’emploi du feu est régi par deux types de réglementations. D’abord le code forestier et l’arrêté préfectoral du 27 octobre 2014, qui réglementent l’emploi du feu à moins de 200 m des espaces naturels combustibles sur l’ensemble du département. Ensuite celle établie dans le cadre de la lutte contre la pollution de l’air, qui interdit le brûlage des déchets verts des particuliers. L’écobuage est quant à lui réglementé dans le cadre de commissions locales d’écobuage (CLE)

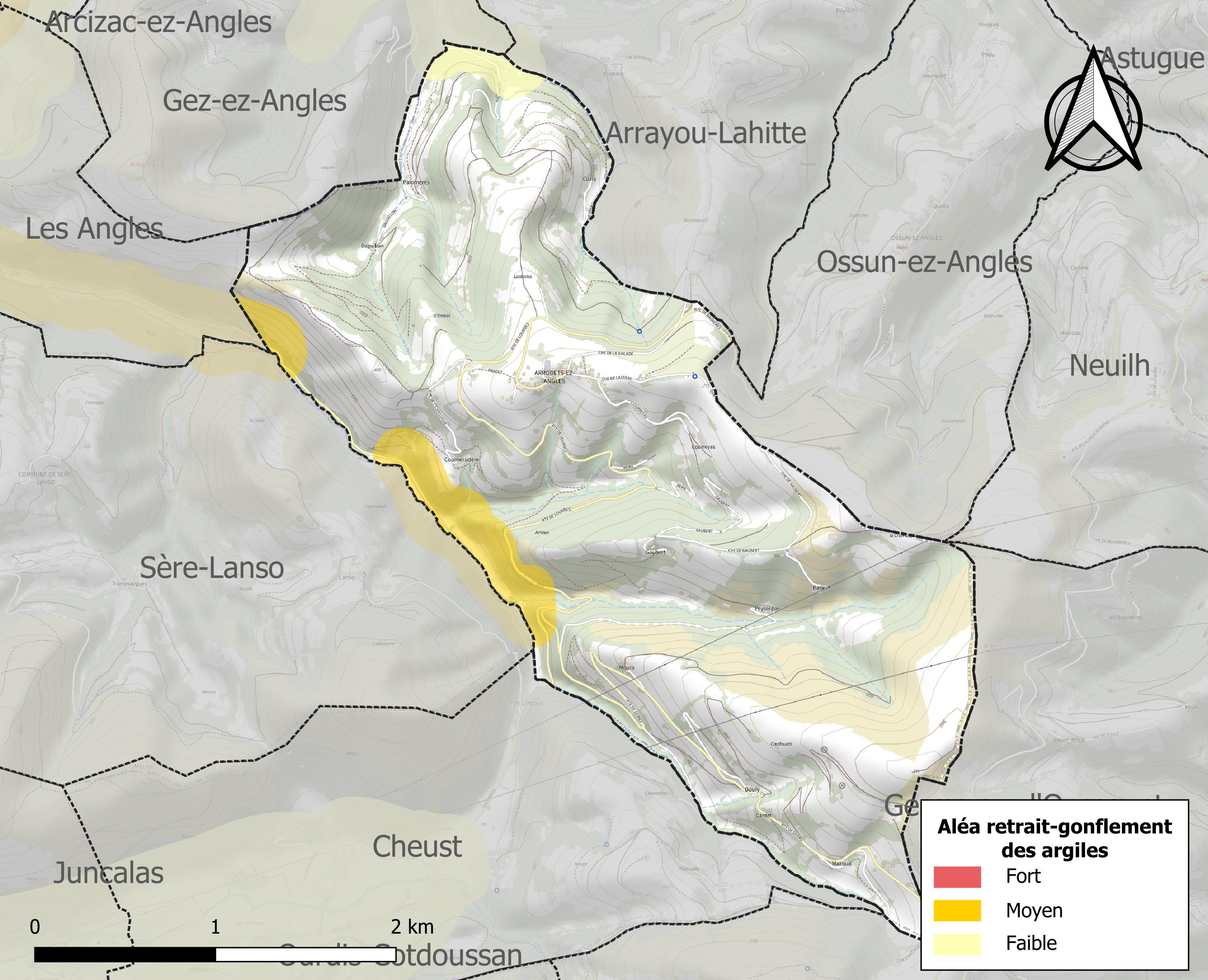
Carte des zones d'aléa retrait-gonflement des sols argileux d'Arrodets-ez-Angles.

Les mouvements de terrains susceptibles de se produire sur la commune sont des tassements différentiels.
Le retrait-gonflement des sols argileux est susceptible d'engendrer des dommages importants aux bâtiments en cas d’alternance de périodes de sécheresse et de pluie. 5 % de la superficie communale est en aléa moyen ou fort (44,5 % au niveau départemental et 48,5 % au niveau national). Sur les 69 bâtiments dénombrés sur la commune en 2019, 0 sont en aléa moyen ou fort, soit 0 %, à comparer aux 75 % au niveau départemental et 54 % au niveau national. Une cartographie de l'exposition du territoire national au retrait gonflement des sols argileux est disponible sur le site du BRGM,.
Par ailleurs, afin de mieux appréhender le risque d’affaissement de terrain, l'inventaire national des cavités souterraines permet de localiser celles situées sur la commune.
Concernant les mouvements de terrains, la commune a été reconnue en état de catastrophe naturelle au titre des dommages causés par des mouvements de terrain en 1999 et 2014.

## Toponymie

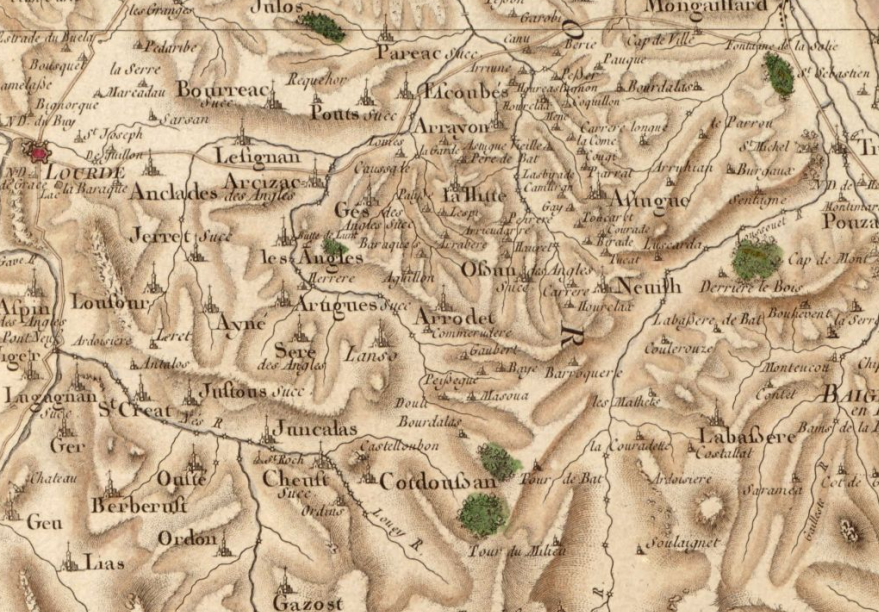
Extrait de la carte de Cassini situant Arrodets-ez-Angles à l'est de Lourdes.

On trouvera les principales informations dans le Dictionnaire toponymique des communes des Hautes-Pyrénées de Michel Grosclaude et Jean-François Le Nail qui rapporte les dénominations historiques du village :
Dénominations historiques :
- in Rododello, latin (XIe siècle ou XIIe siècle, cartulaire de Saint-Pé) ;
- la terre d’Arrorded (XIIe siècle ou XIIIe siècle, livre vert de Bénac).1 ;
- Roadet (1285, montre Bigorre) ;
- De Arroadet, de Aroadet (1313, Debita regi Navarre) ;
- De Roadeto, latin (1342, pouillé de Tarbes ; 1379, procuration Tarbes) ;
- Roadet, Roedet (1429, censier de Bigorre) ;
- Roadet (1541, ADPA, B 1010) ;
- Roadet (1760, Larcher, pouillé de Tarbes) ;
- Arrodet (1768, Duco) ;
- Arrodet entre 1739 et 1746, Arrodet és Angles entre 1747 et 1756 ;
- Arrodet ez Angles en 1757 (registres paroissiaux) ;
- Arrodet (1790, Département 1) ;
- Arrodet (fin XVIIIe siècle, carte de Cassini).

Nom occitan : Arrodèth.

## Histoire

### Cadastre napoléonien d'Arrodets-ez-Angles
Le plan cadastral napoléonien d'Arrodets-ez-Angles est consultable sur le site des archives départementales des Hautes-Pyrénées.

## Politique et administration

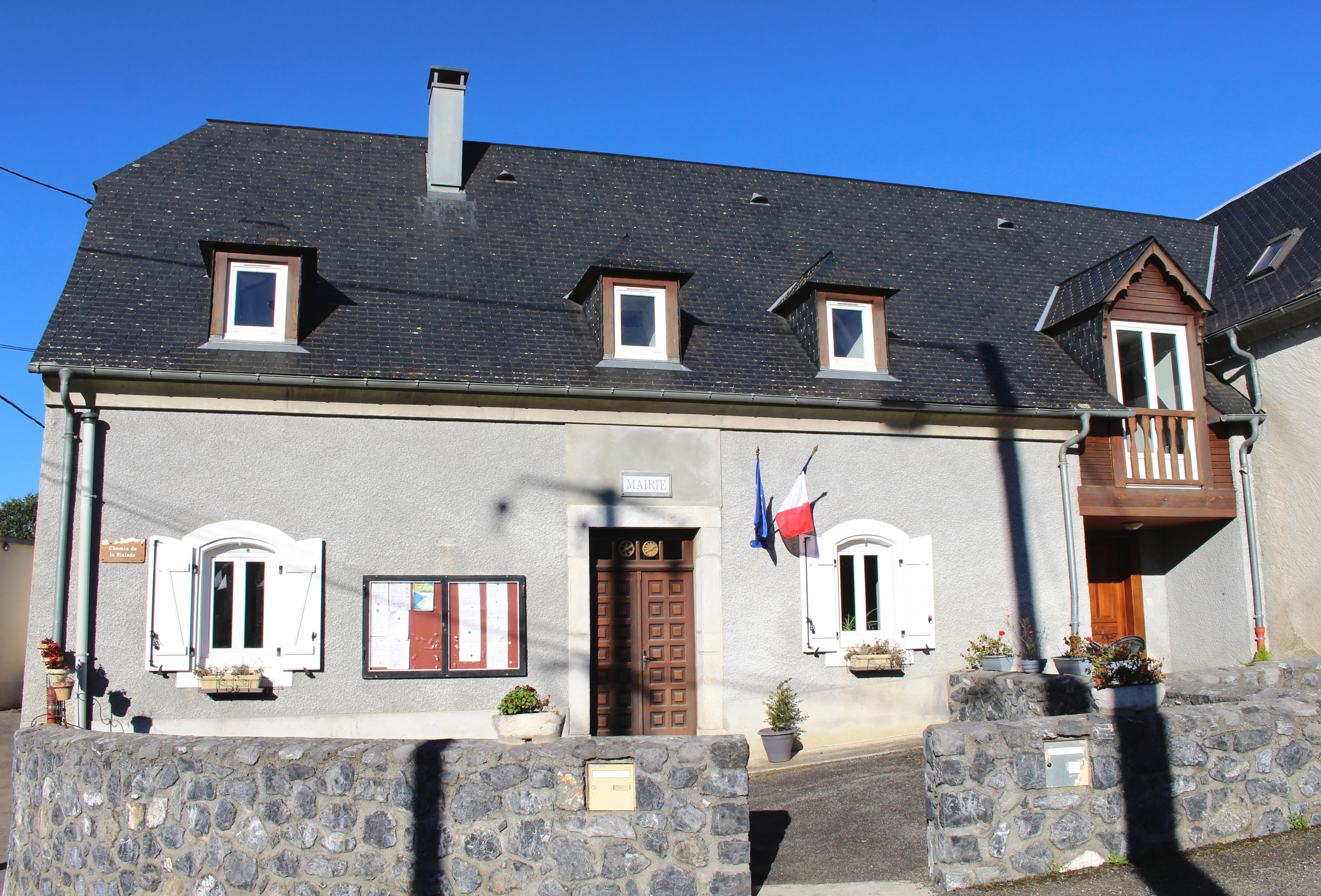
La mairie en 2017.

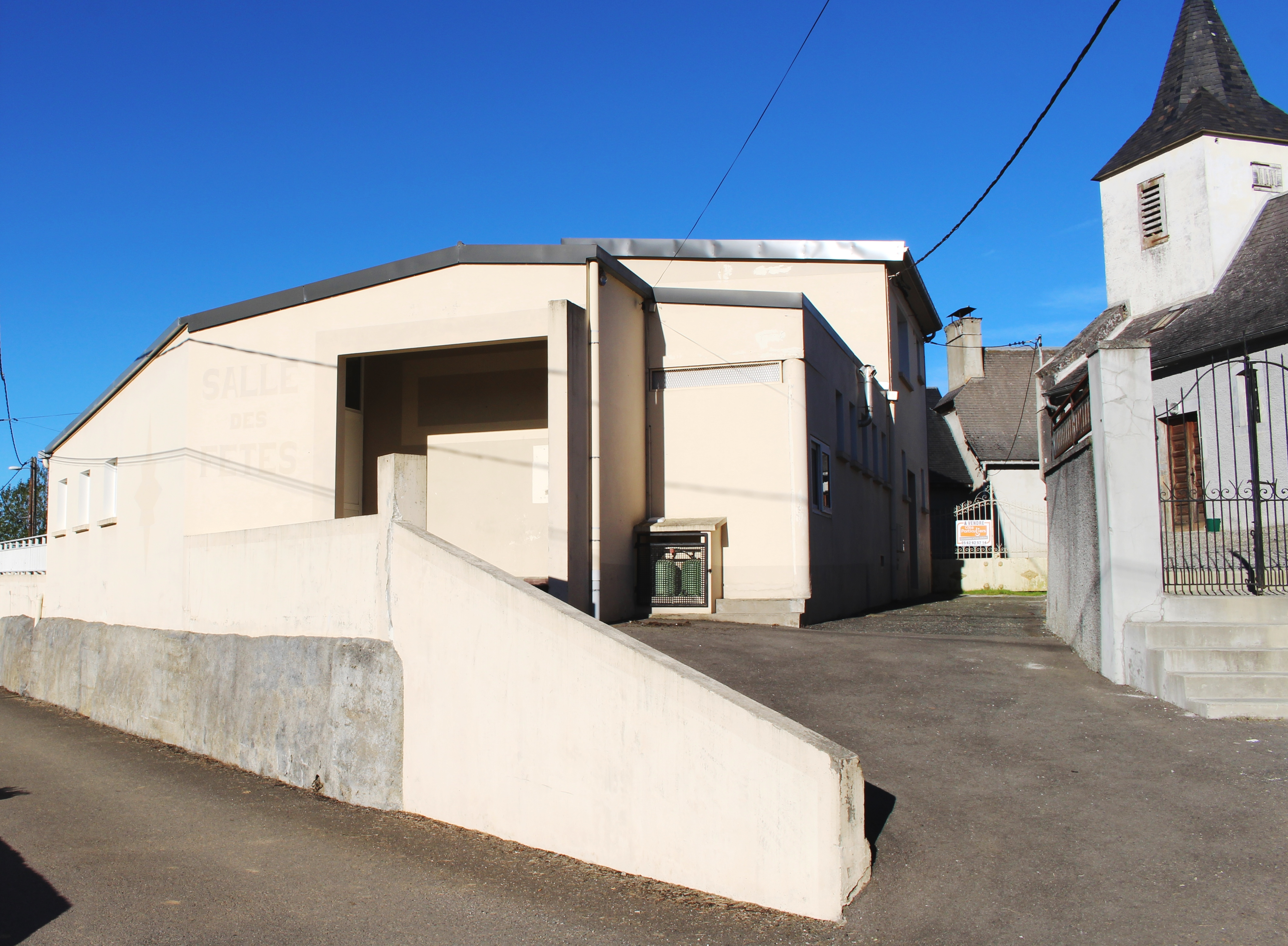
Le foyer rural en 2017.

### Liste des maires
| Période                                  | Période   | Identité          | Étiquette | Qualité |
| ---------------------------------------- | --------- | ----------------- | --------- | ------- |
| Les données manquantes sont à compléter. |           |                   |           |         |
|                                          |           |                   |           |         |
| avant 1981                               | ?         | Christian Laffont |           |         |
| juin 1995                                | mars 2014 | Gérard Arnaune    |           |         |
| mars 2014                                | mars 2020 | Danielle Renaud   |           |         |
| mars 2020                                | en cours  | Agnès Labarthe    |           |         |

### Rattachements administratifs et électoraux

#### Historique administratif
Pays et  Sénéchaussée de Bigorre, quarteron de Lourdes, baronnie des Angles, canton de Lourdes (depuis 1790), Lourdes-Est (1973). Arrodets a pris le nom d'Arrodets-ez-Angles depuis 1962.

#### Intercommunalité
Arrodets-ez-Angles appartient à la Communauté d'agglomération Tarbes-Lourdes-Pyrénées créée en janvier 2017 et qui réunit 86 communes.

## Population et société

### Démographie

#### Évolution démographique
| 1793 | 1800 | 1806 | 1821 | 1831 | 1836 | 1841 | 1846 | 1851 |
| ---- | ---- | ---- | ---- | ---- | ---- | ---- | ---- | ---- |
| 165  | 121  | 307  | 260  | 273  | 271  | 270  | 276  | 289  |

| 1856 | 1861 | 1866 | 1872 | 1876 | 1881 | 1886 | 1891 | 1896 |
| ---- | ---- | ---- | ---- | ---- | ---- | ---- | ---- | ---- |
| 251  | 257  | 259  | 234  | 227  | 250  | 256  | 256  | 227  |

| 1901 | 1906 | 1911 | 1921 | 1926 | 1931 | 1936 | 1946 | 1954 |
| ---- | ---- | ---- | ---- | ---- | ---- | ---- | ---- | ---- |
| 212  | 226  | 186  | 169  | 180  | 167  | 155  | 145  | 123  |

| 1962 | 1968 | 1975 | 1982 | 1990 | 1999 | 2005 | 2006 | 2010 |
| ---- | ---- | ---- | ---- | ---- | ---- | ---- | ---- | ---- |
| 116  | 94   | 63   | 56   | 62   | 81   | 113  | 113  | 104  |

| 2015 | 2020 | 2022 | - | - | - | - | - | - |
| ---- | ---- | ---- | - | - | - | - | - | - |
| 112  | 115  | 113  | - | - | - | - | - | - |

### Enseignement
La commune dépend de l'académie de Toulouse. Elle ne dispose plus d'école en 2016.

## Économie

### Emploi
| Division       | 2008   | 2013  | 2018  |
| -------------- | ------ | ----- | ----- |
| Commune        | 15,7 % | 7,1 % | 7,6 % |
| Département    | 7,7 %  | 9,4 % | 9,8 % |
| France entière | 8,3 %  | 10 %  | 10 %  |

En 2018, la population âgée de 15 à 64 ans s'élève à 77 personnes, parmi lesquelles on compte 77,2 % d'actifs (69,6 % ayant un emploi et 7,6 % de chômeurs) et 22,8 % d'inactifs,. En  2018, le taux de chômage communal (au sens du recensement) des 15-64 ans est inférieur à celui de la France et du département, alors qu'en 2008 la situation était inverse.
La commune fait partie de la couronne de l'aire d'attraction de Lourdes, du fait qu'au moins 15 % des actifs travaillent dans le pôle,. Elle compte 9 emplois en 2018, contre 11 en 2013 et 5 en 2008. Le nombre d'actifs ayant un emploi résidant dans la commune est de 56, soit un indicateur de concentration d'emploi de 15,8 % et un taux d'activité parmi les 15 ans ou plus de 67 %.
Sur ces 56 actifs de 15 ans ou plus ayant un emploi, 9 travaillent dans la commune, soit 16 % des habitants. Pour se rendre au travail, 93 % des habitants utilisent un véhicule personnel ou de fonction à quatre roues, 1,8 % s'y rendent en deux-roues, à vélo ou à pied et 5,3 % n'ont pas besoin de transport (travail au domicile).

## Culture locale et patrimoine

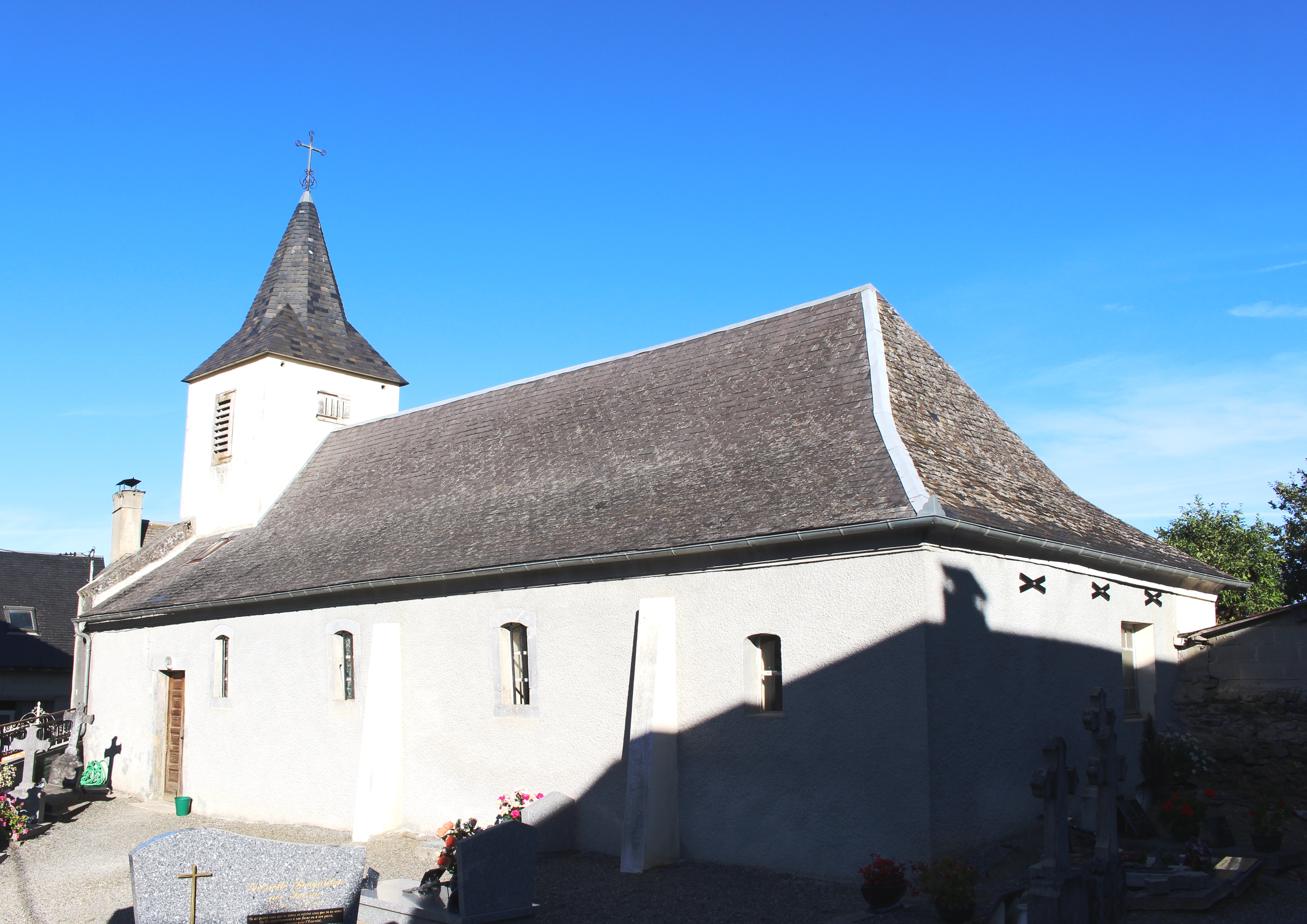
L'église de la Toussaint en 2017.

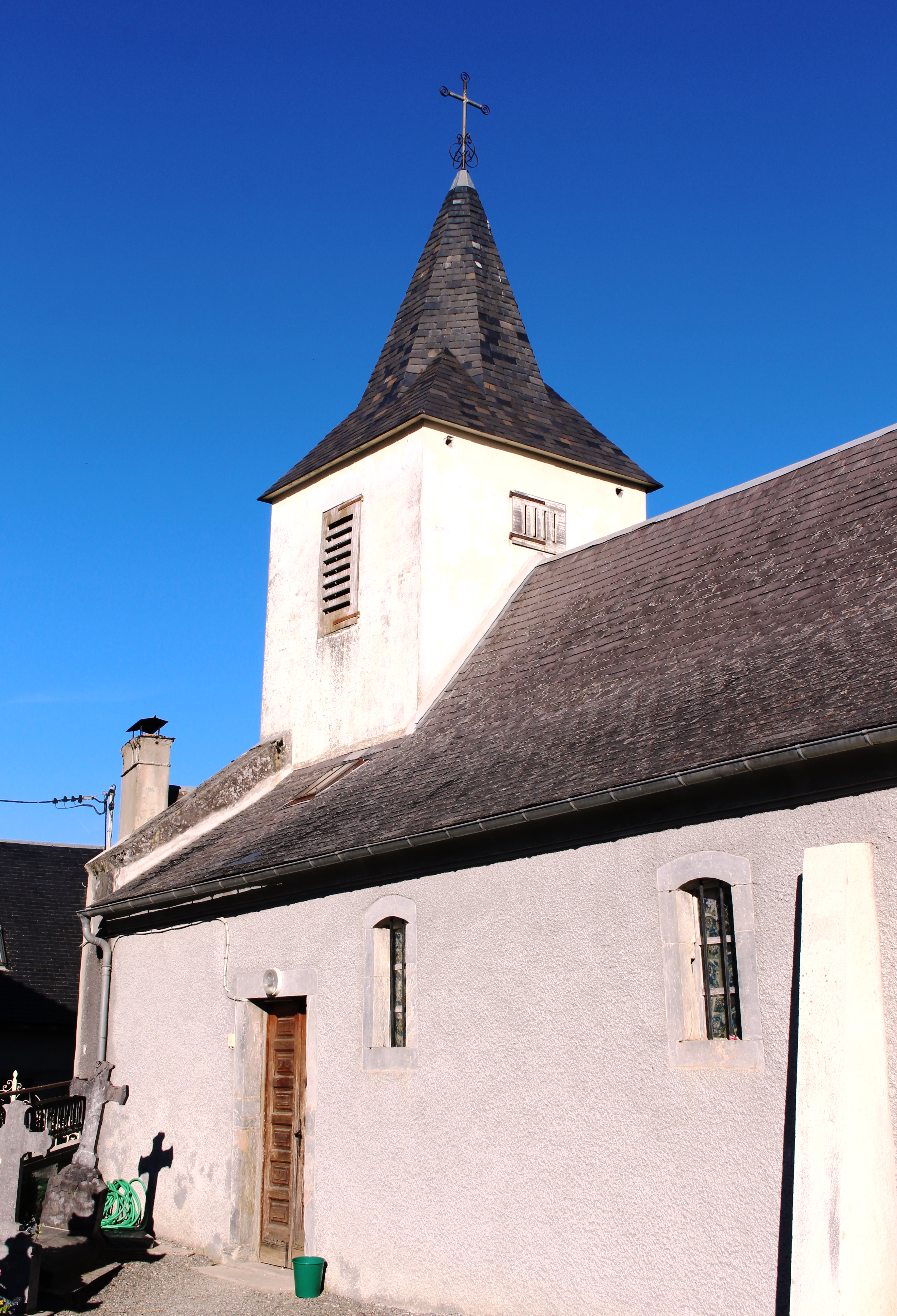
L'église.

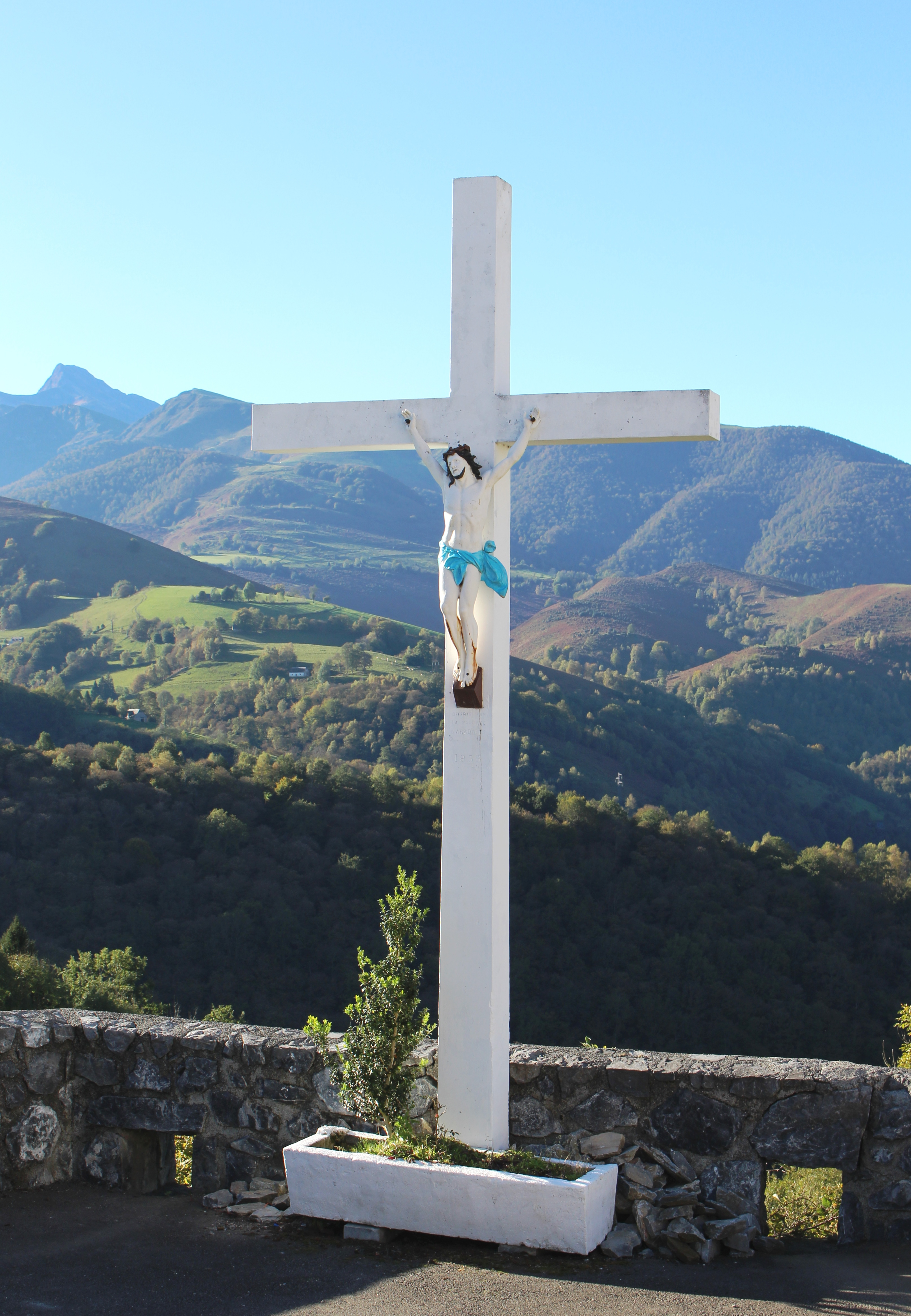
Une croix.

### Lieux et monuments
- Église de la Toussaint d'Arrodets-ez-Angles.

### Héraldique
| Blason | Blasonnement : D'azur au mont d'or chargé d'une roue de gueules et sommé d'une croisette latine d'argent, au chef d'or chargé d'un grillon passant de sable. Commentaires : blason vérifié auprès de la mairie. |